# كأس ويلز 1883–84
كأس ويلز 1883–84 (بالإنجليزية: 1883–84 Welsh Cup)‏ هو موسم من كأس ويلز. فاز فيه نادي أوزورتي تاون ‏.